# 南开大学历史学院
南开大学历史学院，2000年10月成立于南开大学八里台校区，2015年9月迁至南开大学津南校区。其前身可以追溯至1919年私立南开大学成立时即设立的历史学门和1923年成立的南开大学历史系。